# Оберпуллендорф
Оберпуллендорф (нім. Oberpullendorf) — місто, окружний центр в Австрії, у федеральній землі Бургенланд.
Входить до складу округу Оберпуллендорф. Населення становить 2964 чоловіки (станом на 1 січня 2007 року). Займає площу 12,7 км².

## Політична ситуація
Бургомістр — Рудольф Гайслер (АНП) за результатами виборів 2007 року.
Рада представників комуни (нім. Gemeinderat) має 23 місця:
- АНП — 12 місць.
- СДПА — 10 місць.
- Зелені — 1 місце.

## Відомі люди
- Кристофер Тріммель — австрійський футболіст.